# Barrage de Champagneux
Le barrage de Champagneux est un barrage situé en France sur la commune de Champagneux dans le département de la Savoie en région Auvergne-Rhône-Alpes.
Installé sur le Rhône, le barrage est mis en service en 1984 et fait partie de l'aménagement de Brégnier-Cordon de la Compagnie nationale du Rhône (CNR).

## Localisation
Le barrage, d'une longueur d'environ 150 m, est situé sur le territoire de la commune de Champagneux (Savoie). Il est emprunté par la route D125, reliant l'Ain (commune de Murs-et-Gélignieux) et la Savoie. 

## Aménagement de Brégnier-Cordon
Le barrage de Champagneux sert à dévier une partie des eaux du Rhône vers le canal de dérivation de Brégnier-Cordon, au niveau du plan d'eau de Cuchet. Le canal mène à l'usine hydro-électrique de Brégnier-Cordon.